# Dean Wade
 Dean Jackson Wade (Kansas, 20 de novembro de 1996) é um jogador norte-americano de basquete profissional que atualmente joga pelo Cleveland Cavaliers da National Basketball Association (NBA).
Ele jogou basquete universitário na Universidade Estadual do Kansas e não foi selecionado no draft da NBA de 2019.

## Primeiros anos
Wade nasceu em St. John, Kansas, filho de Jay e Trish Wade. Sua mãe é uma treinadora de atletismo e de vôlei no St. John High School em St. John, Kansas, onde ela liderou a equipe de vôlei para três títulos estaduais. Seu pai foi brevemente membro do time de futebol americano de Kansas State.

## Carreira no ensino médio
Wade jogou quatro anos de basquete em St. John High School, em St. John, Kansas, vencendo três títulos estaduais.
Em seu último ano, ele foi selecionado como Mr. Basketball de Kansas pela Associação de Teinadores de Kansas (KBCA).

## Carreira universitária
Wade foi nomeado para a Equipe de Novatos da Big 12 no final de sua temporada de calouro em Kansas State. Em seu segundo ano, ele teve médias de 9,3 pontos, 4,5 rebotes e 1,8 assistências.
Wade teve médias de 16,2 pontos, 6,2 rebotes e 2.7 assistências em seu terceiro ano.
Em seu último ano, ele obteve médias de 12,9 pontos, 6,2 rebotes e 2.8 assistências e foi nomeado para a Primeira-Equipe da Big 12. Sua temporada foi interrompida por uma lesão no pé.

## Carreira profissional

### Cleveland Cavaliers (2019–Presente)

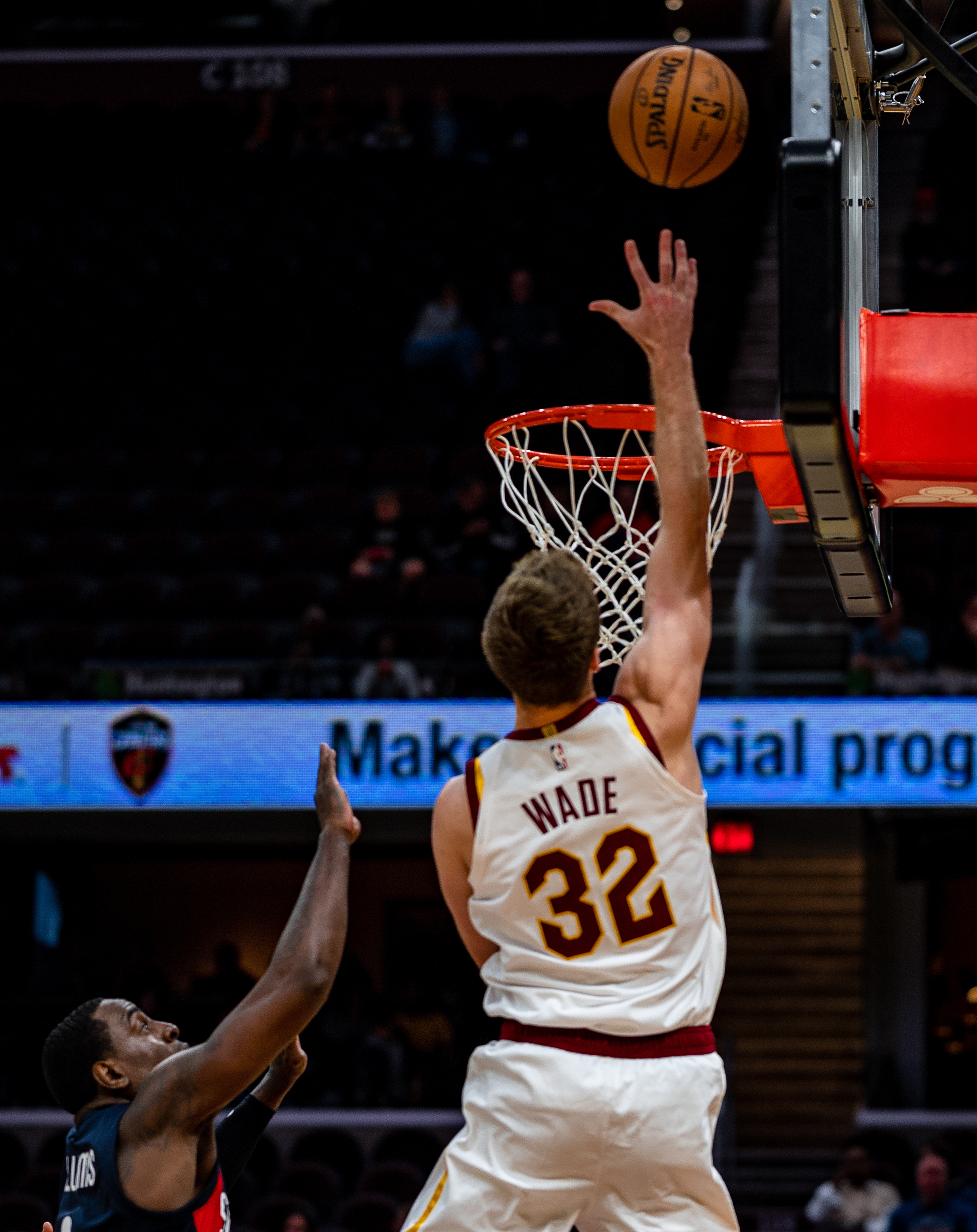
Wade tenta um arremesso em um jogo de exibição de outubro de 2019

Em 9 de julho de 2019, Wade assinou um contrato de mão dupla com o Cleveland Cavaliers depois de não ser selecionado no Draft da NBA de 2019. Em 18 de novembro, Wade fez sua estreia na NBA contra o New York Knicks. Ele jogou apenas 12 jogos com os Cavs durante sua temporada de estreia e teve médias de 1,7 pontos e 1,6 rebotes em seis minutos. Ele passou a maior parte da temporada com o afiliado dos Cavaliers na G-League, o Canton Charge. Na G-League, Wade foi titular em 29 dos 30 jogos e teve médias de 14,2 pontos, 7,6 rebotes, 2,3 assistências e 1,4 bloqueios em 31,1 minutos.

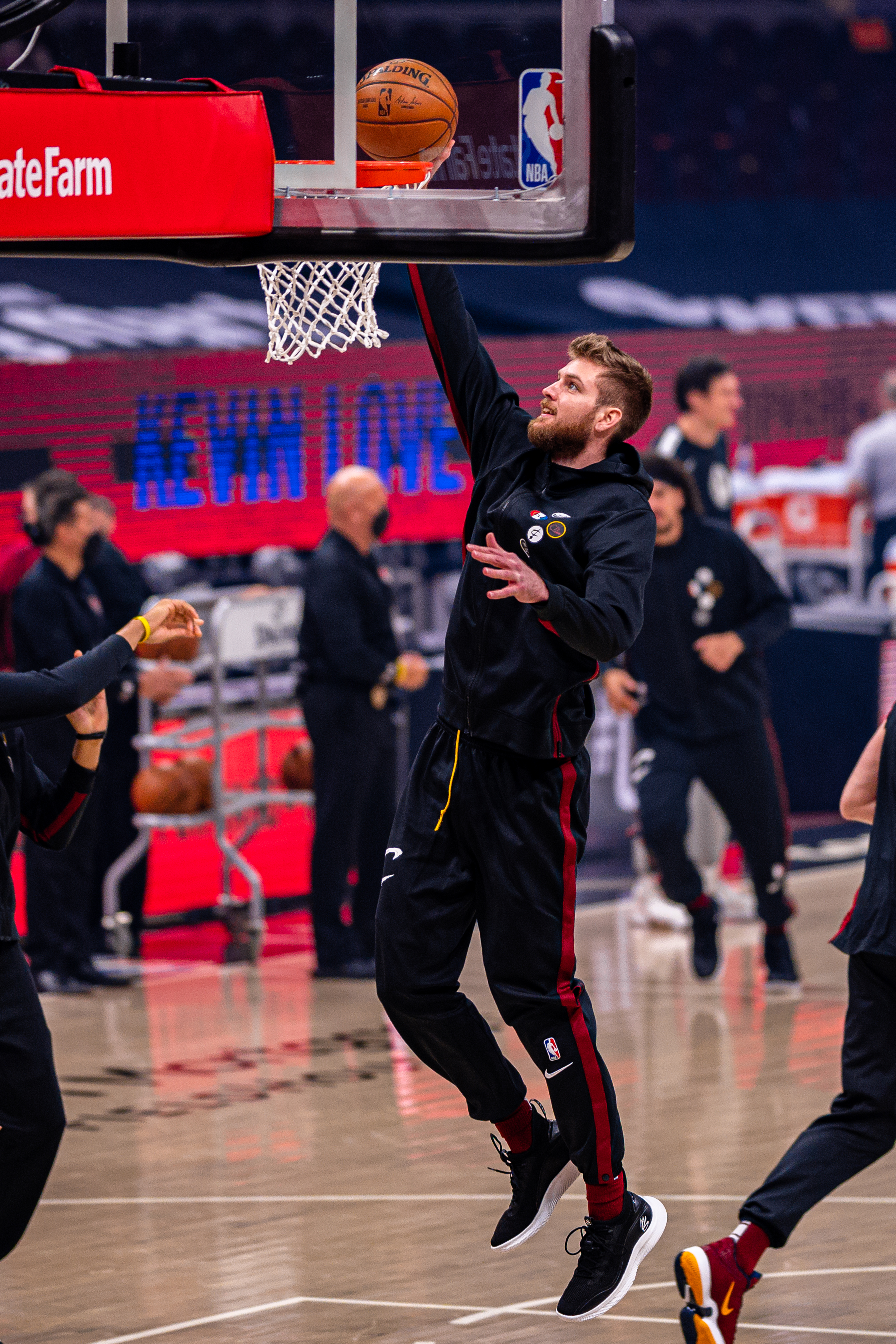
Wade durante o aquecimento em um jogo de maio de 2021

Em 2 de julho de 2020, Wade assinou um contrato padrão com os Cavaliers.
Em 23 de fevereiro de 2021, Wade fez sua primeira partida como titular na NBA, registrando cinco pontos, dois rebotes e duas assistências em 20 minutos em uma vitória por 112-111 sobre o Atlanta Hawks. Em 3 de março, ele registrou 17 pontos, seis rebotes, duas assistências e um roubo de bola em 31 minutos de uma derrota por 114-111 para o Indiana Pacers. Em 11 de abril, Wade teve 21 pontos, seis rebotes, duas assistências e três roubos de bola em 31 minutos de uma derrota por 116-109 para o New Orleans Pelicans. Em 10 de maio, ele registrou seu primeiro duplo-duplo da carreira com 19 pontos e 12 rebotes em uma derrota por 111-102 para o Indiana Pacers.

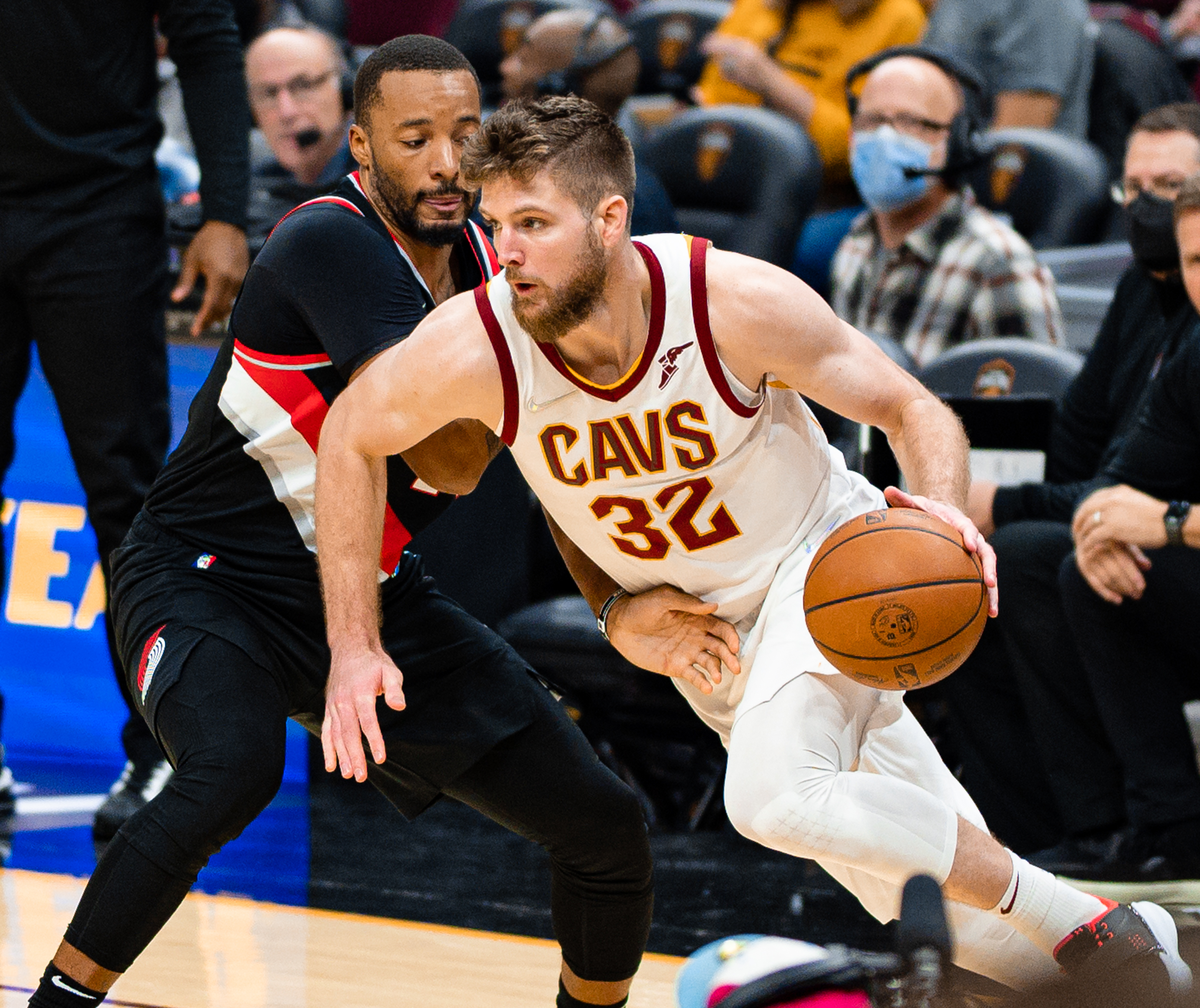
Wade indo em direção à cesta enquanto é marcado por Norman Powell em novembro de 2021

Depois que Lauri Markkanen entrou nos protocolos de saúde e segurança da COVID-19, Wade se tornou o titular. Em 18 de novembro de 2021, ele registrou 17 pontos, nove rebotes e cinco assistências em 40 minutos de uma derrota por 104-89 para o Golden State Warriors. Em 15 de dezembro, Wade conseguiu seu segundo duplo-duplo da carreira com 16 pontos e 10 rebotes na vitória por 124-89 sobre o Houston Rockets. Com Markkanen sendo afastado devido a uma torção no tornozelo que sofreu em um jogo contra o Oklahoma City Thunder em 22 de janeiro de 2022, Wade voltou ao time titular. Em 28 de março, ele foi descartado pelo restante da temporada após passar por uma cirurgia em um menisco rompido no joelho direito.
Em 22 de junho, os Cavaliers anunciaram que exerceram sua opção de renovação no contrato de Wade, mantendo-o com a equipe por mais uma temporada. Em 26 de setembro, Wade assinou uma extensão de contrato de 3 anos e US$ 18.5 milhões com a equipe. Em 30 de outubro de 2022, Wade marcou uma pontuação recorde na carreira de 22 pontos, acertando 6 de 8 arremessos de três pontos contra o New York Knicks. Naquela noite, Wade, Kevin Love e Donovan Mitchell estabeleceram o recorde da NBA de maior número de arremessos de três pontos feitos por três companheiros de equipe diferentes em um único jogo, marcando um total de 22 arremessos de três pontos.
Em 5 de março de 2024, Wade marcou um recorde pessoal de 23 pontos, com 20 deles vindo no quarto quarto, liderando uma virada de 22 pontos sobre o Boston Celtics - a maior virada no quarto quarto na história da franquia.

## Estatísticas da carreira

### NBA

#### Temporada regular
| Ano      | Equipe    | PJ  | PT | MPJ  | AP   | 3P   | LL   | RT  | AS  | BR | TO | PPJ |
| -------- | --------- | --- | -- | ---- | ---- | ---- | ---- | --- | --- | -- | -- | --- |
| 2019–20  | Cleveland | 12  | 0  | 5.9  | .692 | .500 | .000 | 1.6 | .2  | .2 | .3 | 1.7 |
| 2020–21  | Cleveland | 63  | 19 | 19.2 | .431 | .366 | .769 | 3.4 | 1.2 | .6 | .3 | 6.0 |
| 2021–22  | Cleveland | 51  | 28 | 19.2 | .456 | .359 | .667 | 2.9 | 1.0 | .6 | .1 | 5.3 |
| 2022–23  | Cleveland | 44  | 13 | 20.3 | .412 | .354 | .652 | 3.4 | .8  | .6 | .5 | 4.7 |
| 2023–24  | Cleveland | 54  | 32 | 20.5 | .414 | .391 | .769 | 4.0 | .8  | .7 | .5 | 5.4 |
| Carreira | Carreira  | 224 | 92 | 17.0 | .481 | .394 | .571 | 3.0 | .8  | .5 | .3 | 4.6 |

#### Playoffs
| Ano  | Equipe    | PJ | PT | MPJ | AP   | 3P   | LL    | RT  | AS | BR | TO | PPJ |
| ---- | --------- | -- | -- | --- | ---- | ---- | ----- | --- | -- | -- | -- | --- |
| 2023 | Cleveland | 2  | 0  | 5.6 | .000 | .000 | 1.000 | 1.5 | .0 | .0 | .0 | 1.0 |

### Universidade
| Ano      | Equipe       | PJ  | PT  | MPJ  | AP   | 3P   | LL   | RT  | AS  | BR  | TO | PPJ  |
| -------- | ------------ | --- | --- | ---- | ---- | ---- | ---- | --- | --- | --- | -- | ---- |
| 2015–16  | Kansas State | 33  | 31  | 26.4 | .434 | .292 | .656 | 5.1 | 1.1 | .6  | .5 | 9.9  |
| 2016–17  | Kansas State | 35  | 35  | 28.0 | .496 | .402 | .663 | 4.5 | 1.8 | .7  | .7 | 9.3  |
| 2017–18  | Kansas State | 33  | 32  | 32.8 | .550 | .440 | .752 | 6.2 | 2.7 | 1.5 | .8 | 16.2 |
| 2018–19  | Kansas State | 25  | 25  | 30.4 | .492 | .418 | .789 | 6.2 | 2.8 | .8  | .5 | 12.9 |
| Carreira | Carreira     | 126 | 123 | 29.4 | .493 | .387 | .715 | 5.5 | 2.1 | .8  | .6 | 12.0 |

Fonte: